# Tidstrands Yllefabriker
Tidstrands Yllefabriker var en svensk textilfabrik i Sågmyra i Falu kommun mellan 1896 och 1976.
Tidstrands Yllefabriker grundades 1896 vid Solarfsforsen i Vrebroströmmen, eller Sågån, där Vrebovägen idag korsar ån, i Sågmyra som Falu Yllefabrik av Axel Tidstrand. Den första fabriken var en tvåvåningars timmerstuga. År 1903 flyttade tillverkningen till en ny fabrik 400 meter uppströms vid ån på tomten till det nedlagda nickelverket.
Företaget gick mycket bra till in på 1960-talet, Som mest hade företaget omkring 800 anställda. år 1963 var det 440. År 1942 uppfördes en sex våningar hög kontorsbyggnad. I början på 1970-talet drogs tillverkningen ned, och 1973 flyttade Skandinaviska Jute-Spinneri- & Väfveri AB med huvudfabrik i Oskarström in i outnyttjade lokaler. År 1976 lades yllefabrikens tillverkning ned. Tidstrands yllefiltar marknadsfördes som varaktigt malsäkra (mothproof for life) genom behandling med Mitin. Numera klassas filtarna som farligt avfall och längre kontakt med filtarna avråds.
Efter Axel Tidstrands död 1948 tog sönerna Ragnar (1897–1977) och Sven Tidstrand (1899–1991) vid. Sven Tidstrand var vd 1947–1963. En av företagets chefer var under de senare åren Sven Tidstrands dotter Ann-Charlotte Giroud-Tidstrand (född 1934).

## Bildgalleri

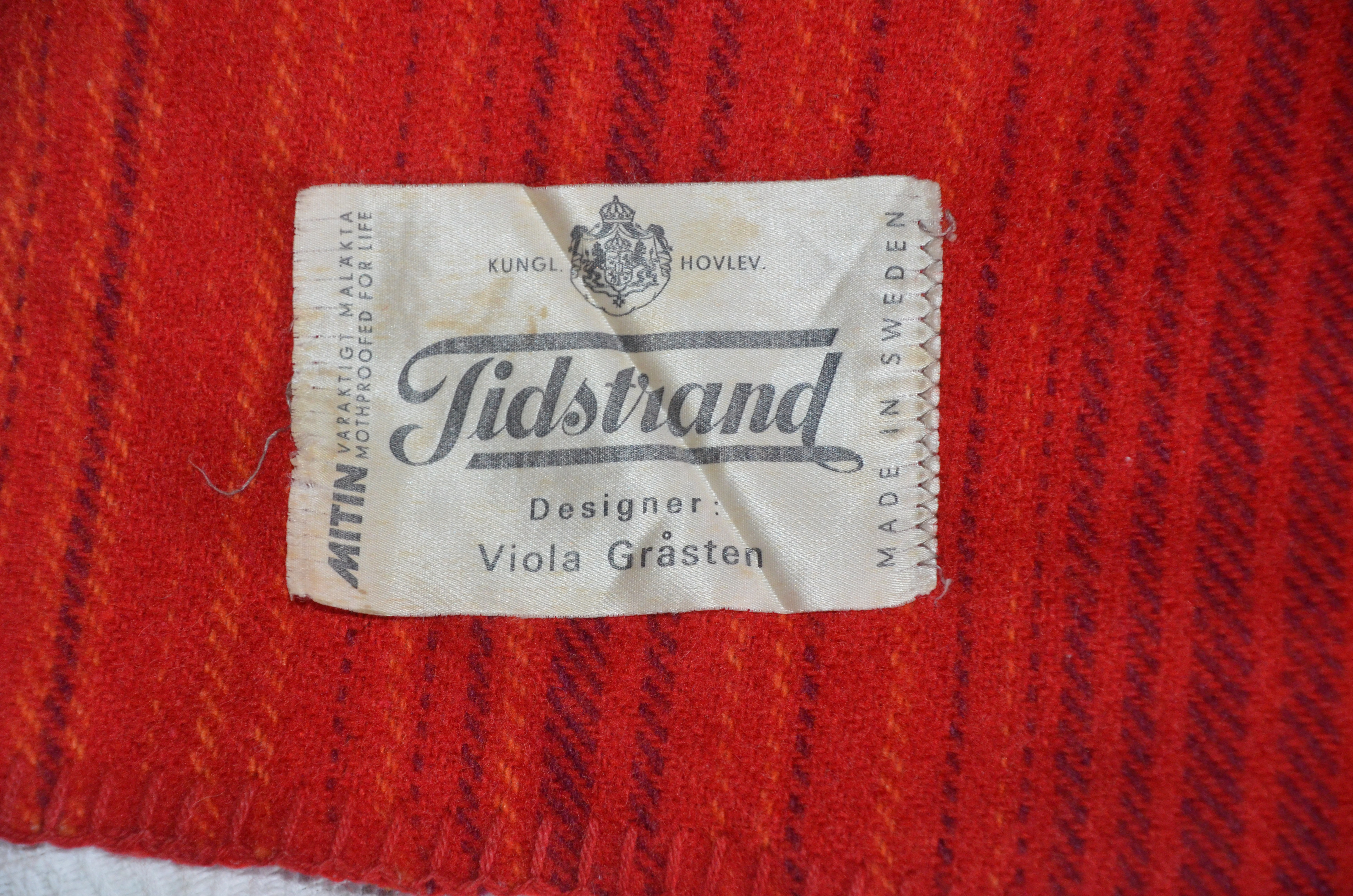
Filten Snark från Tidstrands Yllefabriker designad av Viola Gråsten.  Filten är impregnerad med Mitin, som senare blev förbjudet i Sverige.
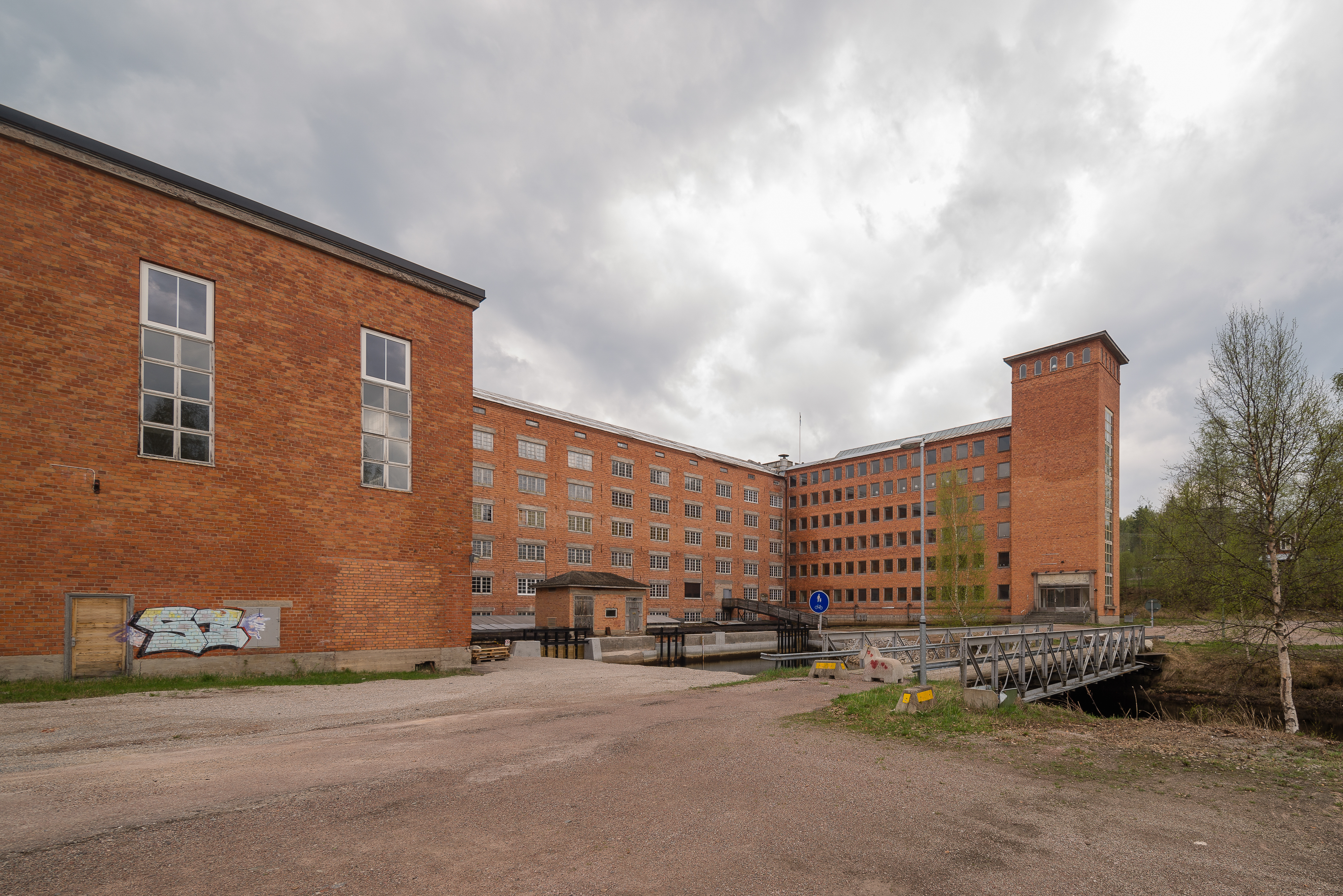
Tidigare Tidstrands Yllefabriker